# Giuseppe de Majo
Giuseppe de Majo (Naples, le 5 décembre 1697 – Naples, le 18 novembre 1771) est un compositeur italien, père du compositeur Gian Francesco de Majo.

## Biographie
En 1706, à neuf ans, il a été admis au Conservatoire de la Pietà dei Turchini, où il a étudié la musique avec Nicola Fago et Andrea Basso. Il a eu comme condisciples Leonardo Leo et Francesco Feo. En 1718, il a terminé ses études et en 1725 il fait ses débuts comme compositeur d'opéra au Teatro dei Fiorentini avec l'opéra-comique Lo finto laccheo. Le 9 mai 1736, il a été nommé organiste surnuméraire de la Chapelle Royale de Naples et en août de l'année suivante, il a été nommé provicemaestro. En 1744, après le décès du maître de chapelle royale Leonardo Leo, s'est tenu un concours pour l'attribution du prestigieux poste : les participants à la compétition comprenaient en plus de de Majo, son ancien professeur Nicola Fago en personne, Nicola Porpora et Francesco Durante. Le jury était composé de Johann Adolf Hasse, Niccolò Jommelli, Giacomo Antonio Perti et Giovanni Battista Costanzi. Le concours ne s'est joué cependant qu'entre trois concurrents, car Nicola Fago est mort le jour avant l'ouverture de la compétition. Hasse était le seul qui était en faveur de Majo, mais grâce à l'influence de la reine Marie-Amélie, ce dernier a réussi à obtenir la place très convoitée, qu'il a occupée presque jusqu'à sa mort. Pendant l'exercice de cette charge, il a abandonné le théâtre pour se consacrer principalement à la composition de musique sacrée.
Giuseppe de Majo a épousé Teresa Manna, sœur du compositeur Giacinto Manna.

## Œuvres

### Opéras
- Lo finto laccheo (commedia, 1725, Naples)
- Lo vecchio avaro (commedia, livret de Francesco Antonio Tullio, 1727, Naples)
- La milorda (commedia, 1728, Naples)
- Erminia (commedia, livret de Bernardo Suddumene, basé sur le poème Gerusalemme liberata de Torquato Tasso, 1729, Naples)
- La baronessa, ovvero Gli equivoci (commedia, livret de Bernardo Suddumene, 1729, Naples)
- Egeria (favoletta, livret de G. Torriani, 1732, Naples)
- Arianna e Teseo (opera seria, livret de Pietro Pariati, 1747, Naples)
- Il sogno d'Olimpia (serenata, livret de Ranieri de' Calzabigi, basé sur le poème Orlando furioso de Ludovico Ariosto, 1747, Naples)
- Semiramide riconosciuta (opera seria, livret de Pietro Metastasio, 1751)
- Il Naplestano nelli fiorentini (farsa)

### Autres œuvres
- Concerto per 2 violini (1726)
- Concerto pour flûte en sol majeur
- Audite coeli per 2 cori (1732)
- Dixit per 8 voci
- Agata (oratorio per 4 voci e coro, 1752, Gallipoli)
- Mottetto per l'anime del Purgatorio per 5 voci e orchestra (1754)
- Salve regina per soprano e strumenti
- Kyrie e Gloria per 5 voci e strumenti
- 6 cantates